# Diego Calvetti
Diego Calvetti (Castelfiorentino, 9 giugno 1974) è un produttore discografico, musicista e paroliere italiano.

## Biografia
Diego Calvetti svolge l'attività di produttore presso la sua sala di registrazione "Platinum Studio", situata in Toscana a San Gimignano. Diplomato al conservatorio nel 1995 si dedica completamente a questa attività a partire dal 1997. Diego Calvetti è stato inoltre direttore d'orchestra in alcune edizioni del Festival di Sanremo dove ha diretto brani di artisti da lui stesso prodotti. È stato vocal coach nella quinta edizione di X Factor nella squadra Under 25 Uomini capitanata da Morgan.

## Principali produzioni
- 1999 - 360 Gradi con Sandra (disco d'oro)
- 2000 - Federico Stragà con L'astronauta
- 2002 - Simone Patrizi con Se poi mi chiami (Festival di Sanremo 2002, cat. Giovani, 3º classificato)
- 2003 - 360 Gradi feat. Fiorello con E poi non ti ho vista più
- 2004 - Alessio Caraturo con Goldrake (disco d'oro)
- 2004 - Gianni Ulivieri con Io ti amo (Ma devo ucciderti)
- 2005 - Max De Angelis con La soluzione
- 2005 - Max De Angelis con Nuda (Festivalbar 2005)
- 2005 - Max De Angelis con Sono qui per questo (Festival di Sanremo 2005, cat. Giovani, semifinalista)
- 2005 - Veronica Ventavoli con L'immaginario (Festival di Sanremo 2005, cat. Big, 11º classificato)
- 2006 - Francesco Facchinetti con Non cado più (disco d'oro)
- 2007 - Francesco e Roby Facchinetti con Vivere normale (Festival di Sanremo 2007, cat. Big, 8º classificato)
- 2007 - Cappè con Tuttomondo
- 2007 - Matteo Valli con Charlotte
- 2008 - Valeria Vaglio con Ore ed ore (Festival di Sanremo 2008, cat. Giovani, non finalista)
- 2009 - Noemi con Briciole (disco d'oro)
- 2009 - Noemi con Noemi (disco d'oro)
- 2009 - Noemi e Fiorella Mannoia con L'amore si odia (disco di multi-platino)
- 2009 - Noemi con Sulla mia pelle (riedizione 2010 deluxe edition) (doppio disco di platino)
- 2010 - Noemi con Per tutta la vita (Festival di Sanremo 2010, cat. Big, 4º classificato, disco di platino)
- 2010 - Noemi con Vertigini
- 2010 - Valeria Vaglio con Uscita di insicurezza
- 2011 - Patty Pravo con Il vento e le rose (Festival di Sanremo 2011, cat. Big, non finalista)
- 2011 - Patty Pravo con Nella terra dei pinguini
- 2011 - Mietta con Tutto in un attimo
- 2012 - Loredana Errore con Una pioggia di comete
- 2012 - Bianca Atzei con L'amore vero
- 2012 - Loredana Errore con Folle stronza
- 2012 - Bianca Atzei con La gelosia
- 2013 - Bianca Atzei con La paura che ho di perderti (disco d'oro)
- 2014 - Giada Agasucci con Il solo raggio di sole
- 2014 - Giada Agasucci con L'universo
- 2014 - Bianca Atzei con Non è vero mai
- 2014 - Bianca Atzei con Non puoi chiamarlo amore
- 2015 - Bianca Atzei con Il solo al mondo (Festival di Sanremo 2015, cat. Big, 14º classificato)
- 2015 - Bianca Atzei con Riderai
- 2015 - Annalisa con Splende
- 2016 - Annalisa con Il diluvio universale (Festival di Sanremo 2016, cat. Big, 11º classificato)
- 2016 - Irene Fornaciari con Blu (Festival di Sanremo 2016, cat. Big, 16º classificato)
- 2016 - Elodie con Due anime perse
- 2017 - Marco Masini con Spostato di un secondo (Festival di Sanremo 2017, cat. Big, 13º classificato)
- 2017 - Paola Turci con Ci siamo fatti tanti sogni
- 2018 - Ermal Meta e Fabrizio Moro con Non mi avete fatto niente (Festival di Sanremo 2018, Cat. Big, 1º classificato)
- 2018 - Shel Shapiro e Maurizio Vandelli - Love & Peace
- 2019 - Tecla con 8 marzo
- 2019 - Mietta con Milano è dove mi sono persa
- 2019 - Mietta con Cloro
- 2020 - Mietta con Spritz Campari
- 2021 - Tecla con L'urlo di Munch